# Tom Wilkinson
Thomas Geoffrey Wilkinson (Leeds, Inglaterra; 5 de febrero de 1948 - Londres, 30 de diciembre de 2023),más conocido como Tom Wilkinson, fue un actor británico.
Conocido por sus papeles en el teatro y la pantalla, recibió numerosos elogios, entre ellos un premio BAFTA , un Globo de Oro y un premio Primetime Emmy, así como nominaciones a dos premios de la Academia y dos premios Laurence Olivier. En 2005, fue nombrado Oficial de la Orden del Imperio Británico (OBE).
Wilkinson se formó en la Real Academia de Arte Dramático antes de debutar en el West End interpretando a Horatio en Hamlet (1980), por la que recibió una nominación al premio Laurence Olivier al mejor actor de reparto. Regresó al West End interpretando al Dr. Stockmann en la obra del dramaturgo Henrik Ibsen An Enemy of the People (1988) y recibió una nominación a un premio Laurence Olivier al Actor del Año Revival.
Wilkinson recibió el Premio BAFTA al Mejor Actor de Reparto por The Full Monty (1997), así como dos nominaciones al Premio de la Academia , una como Mejor Actor por In the Bedroom (2001) y Mejor Actor de Reparto por Michael Clayton (2007). Se dio a conocer como actor de carácter , actuando en numerosas películas como En el nombre del padre (1993), Sentido y sensibilidad (1995), Shakespeare enamorado (1998), El patriota (2000), La joven de la perla ( 2003), Eternal Sunshine of the Spotless Mind  (2004), Batman Begins (2005), Valkyrie (2008), The Ghost Writer (2010), The Best Exotic Marigold Hotel (2011), Belle (2013), Selma (2014), El Gran Hotel Budapest (2014) y Denial (2016).
En 2009 ganó un Globo de Oro y un Premio Primetime Emmy al Mejor Actor de Reparto en una Miniserie o Película por interpretar a Benjamin Franklin en la serie limitada de HBO John Adams (2008). Sus otros papeles nominados al Emmy fueron Roy/Ruth Applewood en la película de HBO Normal (2003), James Baker en la película de HBO Recount (2008) y Joseph P. Kennedy Sr. en la serie limitada The Kennedys (2011).

## Biografía
Thomas Geoffrey Wilkinson nació el 5 de febrero de 1948 en Leeds, West Riding de Yorkshire, hijo de Marjorie y Thomas Wilkinson, un granjero. A la edad de 11 años, se mudó con su familia a Kitimat, Columbia Británica, en Canadá,  donde vivieron durante cinco años antes de regresar al Reino Unido y dirigir un pub en Cornwall.
Se graduó en literatura inglesa y estadounidenseen la Universidad de Kent en Canterbury. Mientras estaba en la universidad, Wilkinson se preocupó por actuar y dirigir en la Sociedad de Drama de la Universidad de Kent (ahora llamada T24 Drama Society)
Después de terminar su carrera, Wilkinson asistió a la Royal Academy of Dramatic Art de Londres, donde se graduó en 1973.
Wilkinson vivía en el norte de Londres con su esposa, la actriz Diana Hardcastle. Tuvieron dos hijas juntos, Alice (nacida en 1989) y Molly (nacida en 1991).
Wilkinson murió en su casa de Londres, el 30 de diciembre de 2023 a la edad de 75 años. Falleció repentinamente.

## Filmografía

### Películas
| Año  | Título original                       | Rol                              | Ref. |
| ---- | ------------------------------------- | -------------------------------- | ---- |
| 1976 | Smuga cienia                          | Chef Ransome                     | Ref. |
| 1984 | Parker                                | Tom                              | Ref. |
| 1985 | Sylvia                                | Keith Henderson                  | Ref. |
| 1985 | Wetherby                              | Roger Braithwaite                | Ref. |
| 1990 | Paper Mask                            | Doctor Thorn                     | Ref. |
| 1993 | In the Name of the Father             | Grant Richardson                 | Ref. |
| 1994 | Priest                                | Padre Matthew Thomas             | Ref. |
| 1994 | A Business Affair                     | Bob                              | Ref. |
| 1994 | Prince of Jutland                     | Hardvendel                       | Ref. |
| 1995 | Sense and Sensibility                 | Señor Dashwood                   | Ref. |
| 1996 | The Ghost and the Darkness            | Robert Beaumont                  | Ref. |
| 1997 | Smilla's Sense of Snow                | Profesor Loyen                   | Ref. |
| 1997 | The Full Monty                        | Gerald Arthur Cooper             | Ref. |
| 1997 | Wilde                                 | Marques de Queensberry           | Ref. |
| 1997 | Oscar and Lucinda                     | Hugh Stratton                    | Ref. |
| 1998 | The Governess                         | Charles Cavendish                | Ref. |
| 1998 | Rush Hour                             | Thomas Griffin/Juntao            | Ref. |
| 1998 | Shakespeare in Love                   | Hugh Fennyman                    | Ref. |
| 1999 | Ride with the Devil                   | Orton Brown                      | Ref. |
| 1999 | Molokai: The Story of Father Damien   | Hermano Joseph Dutton            | Ref. |
| 2000 | Essex Boys                            | John Dyke                        | Ref. |
| 2000 | The Patriot                           | General Lord Cornwallis          | Ref. |
| 2000 | Chain of Fools                        | Robert Bollingsworth             | Ref. |
| 2001 | In the Bedroom                        | Matt Fowler                      | Ref. |
| 2001 | Another Life                          | Señor Carlton                    | Ref. |
| 2001 | Black Knight                          | Sir Knolte of Malborough         | Ref. |
| 2002 | The Importance of Being Earnest       | Doctor Frederick Chasuble        | Ref. |
| 2002 | Before You Go                         | Frank                            | Ref. |
| 2003 | Girl with a Pearl Earring             | Pieter van Ruijven               | Ref. |
| 2004 | If Only                               | Conductor del Taxi               | Ref. |
| 2004 | Piccadilly Jim                        | Bingley Crocker                  | Ref. |
| 2004 | Eternal Sunshine of the Spotless Mind | Howard Mierzwiak                 | Ref. |
| 2004 | Stage Beauty                          | Betterton                        | Ref. |
| 2004 | A Good Woman                          | Tuppy                            | Ref. |
| 2005 | Ripley Under Ground                   | John Webster                     | Ref. |
| 2005 | Batman Begins                         | Carmine Falcone                  | Ref. |
| 2005 | The Exorcism of Emily Rose            | Padre Moore                      | Ref. |
| 2005 | Separate Lies                         | James Manning                    | Ref. |
| 2006 | The Night of the White Pants          | Max Hagan                        | Ref. |
| 2006 | The Last Kiss                         | Stephen                          | Ref. |
| 2007 | Dedication                            | Rudy Holt                        | Ref. |
| 2007 | Cassandra's Dream                     | Howard                           | Ref. |
| 2007 | Michael Clayton                       | Arthur Edens                     | Ref. |
| 2008 | RocknRolla                            | Lenny Cole                       | Ref. |
| 2008 | Valkyrie                              | Coronel General Friedrich Fromm  | Ref. |
| 2009 | Duplicity                             | Howard Tully                     | Ref. |
| 2009 | 44 Inch Chest                         | Archie                           | Ref. |
| 2010 | The Ghost Writer                      | Paul Emmett                      | Ref. |
| 2010 | Burke & Hare                          | Dr. Robert Knox                  | Ref. |
| 2010 | Jackboots on Whitehall                | Albert and Joseph Goebbels (Voz) | Ref. |
| 2011 | The Green Hornet                      | James Reid                       | Ref. |
| 2011 | The Conspirator                       | Reverdy Johnson                  | Ref. |
| 2011 | The Debt                              | Stefan Gold (Desacreditado)      | Ref. |
| 2011 | Mission: Impossible – Ghost Protocol  | IMF Secretary                    | Ref. |
| 2012 | The Best Exotic Marigold Hotel        | Sir Graham Dashwood              | Ref. |
| 2012 | The Samaritan                         | Xavier                           | Ref. |
| 2013 | The Lone Ranger                       | Latham Cole                      | Ref. |
| 2013 | Belle                                 | Lord Mansfield                   | Ref. |
| 2013 | Felony                                | Detective Carl Summer            | Ref. |
| 2014 | The Grand Budapest Hotel              | Autor                            | Ref. |
| 2014 | Good People                           | Detective Inspector John Halden  | Ref. |
| 2014 | Selma                                 | Presidente Lyndon B. Johnson     | Ref. |
| 2015 | Unfinished Business                   | Timothy McWinters                | Ref. |
| 2015 | Bone in the Throat                    | Charlie                          | Ref. |
| 2015 | Little Boy                            | Fr. Oliver                       | Ref. |
| 2015 | Jenny's Wedding                       | Eddie                            | Ref. |
| 2016 | The Choice                            | Doctor Shep                      | Ref. |
| 2016 | Snowden                               | Ewen MacAskill                   | Ref. |
| 2016 | Denial                                | Richard Rampton                  | Ref. |
| 2016 | This Beautiful Fantastic              | Alfie Stephenson                 | Ref. |
| 2018 | The Catcher Was a Spy                 | Paul Scherrer                    | Ref. |
| 2018 | Burden                                | Tom Griffin                      | Ref. |
| 2018 | Dead in a Week or Your Money Back     | Leslie                           | Ref. |
| 2018 | The Happy Prince                      | Fr. Dunne                        | Ref. |
| 2018 | The Titan                             | Profesor Martin Collingwood      | Ref. |
| 2021 | Dr. Bird's Advice for Sad Poets       | Doctor Bird (Voz)                | Ref. |
| 2021 | SAS: Red Notice                       | William Lewis                    | Ref. |

### Televisión
| Año       | Título                              | Rol                                             | Notas                                                          |
| --------- | ----------------------------------- | ----------------------------------------------- | -------------------------------------------------------------- |
| 1979      | Crime and Punishment                | Cadet                                           | Episodio: "Part 1"                                             |
| 1983      | Panorama                            | Czuma                                           | Episodio: "Two Weeks in Winter: How the Army Took Over Poland" |
| 1983      | Spyship                             | Martin Taylor                                   | Miniseries                                                     |
| 1984      | Strangers and Brothers              | George Passant                                  | 2 episodios                                                    |
| 1984      | Sharma and Beyond                   | Vivian                                          | Película para TV                                               |
| 1984      | Squaring the Circle                 | Rulewski                                        | Película para TV                                               |
| 1985      | A Pocket Full of Rye                | Detective Inspector Neele                       | Película para TV                                               |
| 1985      | Happy Families                      | Jack                                            | Episodio: "Cassie"                                             |
| 1986      | First Among Equals                  | Raymond Gould                                   | Miniseries                                                     |
| 1988      | The Woman He Loved                  | Ernest Aldrich Simpson                          | Película para TV                                               |
| 1988      | The Attic: The Hiding of Anne Frank | Silberbauer                                     | Película para TV                                               |
| 1988      | The Ruth Rendell Mysteries          | Robert Hathall                                  | 3 episodios                                                    |
| 1989      | First and Last                      | Stephen                                         | Película para TV                                               |
| 1990      | Inspector Morse                     | Music Master Jake Normington                    | Episodio: "The Infernal Serpent"                               |
| 1990      | TECX                                | Hugo Gillon                                     | Episodio: "The Wine Business"                                  |
| 1990–1996 | Screen Two                          | David Hanratty / Father McAteer / Dr. Middleton | 4 episodios                                                    |
| 1991      | Parnell & the Englishwoman          | Sir Charles Russell                             | Episodio: "The Libel"                                          |
| 1991      | Lovejoy                             | Ashley Wilkes                                   | Episodio: "One Born Every Minute"                              |
| 1991      | Prime Suspect                       | Peter Rawlins                                   | 2 episodios                                                    |
| 1992      | Underbelly                          | Paul Manning                                    | Miniseries                                                     |
| 1992      | Resnick: Lonely Hearts              | Detective Inspector Charlie Resnick             | Película para TV                                               |
| 1993      | Resnick: Rough Treatment            | Detective Inspector Charlie Resnick             | Película para TV                                               |
| 1993      | Stay Lucky                          | Allon                                           | Episodio: "Gilding the Lily"                                   |
| 1994      | The Inspector Alleyn Mysteries      | Gerald Lacklander                               | Episodio: "Scales of Justice"                                  |
| 1994      | Shakespeare: The Animated Tales     | Buckingham (voz)                                | Episodio: "King Richard II"                                    |
| 1994      | Performance                         | Duke Vincentio                                  | Episodio: "Measure for Measure"                                |
| 1994      | Martin Chuzzlewit                   | Seth Pecksniff                                  | Miniseries                                                     |
| 1996      | Eskimo Day                          | Hugh Lloyd                                      | Película para TV                                               |
| 1997      | Cold Enough for Snow                | Hugh Lloyd                                      | Película para TV                                               |
| 1999      | David Copperfield                   | Narrador (viejo David Copperfield)              | Película para TV                                               |
| 2002      | The Gathering Storm                 | Sir Robert Vansittart                           | Película para TV                                               |
| 2002      | An Angel for May                    | Sam Wheeler                                     | Película para TV                                               |
| 2003      | Normal                              | Roy / Ruth Applewood                            | Película para TV                                               |
| 2008      | John Adams                          | Benjamin Franklin                               | Miniseries                                                     |
| 2008      | Recount                             | James Baker                                     | Película para TV                                               |
| 2008      | A Number                            | Salter                                          | Película para TV                                               |
| 2009      | The Gruffalo                        | Fox (voz)                                       | Película para TV                                               |
| 2011      | The Gruffalo's Child                | Fox (voz)                                       | Película para TV                                               |
| 2011      | The Kennedys                        | Joseph P. Kennedy Sr.                           | Miniseries                                                     |
| 2017      | The Kennedys: After Camelot         | Joseph P. Kennedy Sr.                           | Cameo                                                          |
| 2018      | Watership Down                      | Threarah (voz)                                  | Miniseries                                                     |
| 2020      | Belgravia                           | Peregrino, Conde de Brockenhurst                | 6 episodios                                                    |
| 2023      | The Full Monty                      | Gerald Arthur Cooper                            | 6 episodios                                                    |

## Premios y distinciones
Premios Óscar
| Año  | Categoría              | Película         | Resultado |
| ---- | ---------------------- | ---------------- | --------- |
| 2002 | Mejor actor            | En la habitación | Nominado  |
| 2008 | Mejor actor de reparto | Michael Clayton  | Nominado  |

Premios Globo de Oro
| Año  | Categoría                                              | Película        | Resultado |
| ---- | ------------------------------------------------------ | --------------- | --------- |
| 2009 | Mejor actor de reparto de serie, miniserie o telefilme | John Adams      | Ganador   |
| 2009 | Mejor actor de miniserie o telefilme                   | Recount         | Candidato |
| 2008 | Mejor actor de reparto                                 | Michael Clayton | Candidato |
| 2004 | Mejor actor de miniserie o telefilme                   | Normal          | Candidato |

Premios BAFTA
| Año  | Categoría                 | Película             | Resultado |
| ---- | ------------------------- | -------------------- | --------- |
| 2007 | Mejor actor de reparto    | Michael Clayton      | Candidato |
| 2001 | Mejor actor               | En la habitación     | Candidato |
| 1998 | Mejor actor de reparto    | Shakespeare in Love  | Candidato |
| 1997 | Mejor actor de reparto    | The Full Monty       | Ganador   |
| 1997 | Mejor actor de televisión | Cold Enough for Snow | Candidato |
| 1994 | Mejor actor de televisión | Martin Chuzzlewit    | Candidato |

Premios Primetime Emmy
| Año  | Categoría                                      | Película     | Resultado |
| ---- | ---------------------------------------------- | ------------ | --------- |
| 2011 | Mejor actor de reparto - Miniserie o telefilme | The Kennedys | Candidato |
| 2008 | Mejor actor de reparto - Miniserie o telefilme | John Adams   | Ganador   |
| 2008 | Mejor actor - Miniserie o telefilme            | Recount      | Candidato |
| 2003 | Mejor actor - Miniserie o telefilme            | Normal       | Candidato |

Premios del Sindicato de Actores
| Año  | Categoría                                         | Película                  | Resultado |
| ---- | ------------------------------------------------- | ------------------------- | --------- |
| 2012 | Mejor reparto                                     | El exótico Hotel Marigold | Candidato |
| 2009 | Mejor actor de televisión - Miniserie o telefilme | A Number                  | Candidato |
| 2008 | Mejor actor de televisión - Miniserie o telefilme | John Adams                | Candidato |
| 2007 | Mejor actor de reparto                            | Michael Clayton           | Candidato |
| 2001 | Mejor actor                                       | En la habitación          | Candidato |
| 2001 | Mejor reparto                                     | En la habitación          | Candidato |
| 1998 | Mejor reparto                                     | Shakespeare in Love       | Ganador   |
| 1997 | Mejor reparto                                     | The Full Monty            | Ganador   |